# Tampere Open 1992
Il Tampere Open 1992 è stato un torneo di tennis facente parte della categoria ATP Challenger Series nell'ambito dell'ATP Challenger Series 1992. Il torneo si è giocato a Tampere in Finlandia dal 13 al 19 luglio 1992 su campi in terra rossa.

## Vincitori

### Singolare
Kenneth Carlsen ha battuto in finale  Bart Wuyts con il punteggio di 4–6, 7–6, 7–6

### Doppio
Jonas Björkman /  Johan Donar hanno battuto in finale  Jan Gunnarsson /  Michael Mortensen con il punteggio di 6–4, 6–4